# Rushcliffe
Rushcliffe este un district ne-metropolitan situat în Regatul Unit, în comitatul Nottinghamshire din regiunea East Midlands, Anglia.

## Orașe din cadrul districtului
- Bingham
- Cotgrave
- West Bridgford